# Chica para todo
Chica para todo es una comedia española estrenada el 18 de noviembre de 1963, dirigida por Mariano Ozores y protagonizada en los papeles principales por Gracita Morales, Vicky Lagos, José Luis López Vázquez y Antonio Ozores.

## Sinopsis
Petra es una chica de pueblo a quien la llegada a la ciudad no le supone ningún temor. Gracias a su amiga Adela, la joven parece adaptarse a los trabajos que le va pasando su amiga como "señorita" o sirvienta. Sin embargo, conforme pasan los días, Petra ve que no progresa, que ni el dinero que está ganando ni las horas de trabajo le compensan; y mientras, a su amiga parece irle de maravilla.

## Reparto
- Gracita Morales como Petra.
- José Luis López Vázquez como Finito.
- Antonio Ozores como Javier.
- Vicky Lagos como Adela.
- Trini Alonso como Angustias.
- Alfonso del Real como Pepe.
- Tota Alba como Doña Rosario.
- Xan das Bolas como Gancho del timador.
- Pilar Gómez Ferrer como Madre de Finito.
- Antonio Giménez Escribano como Rodolfo.